# Tiro e Sport
Tiro e Sport : revista de educação física e atualidades nasce  em janeiro de 1904 no seguimento do Tiro Civil, quando este se funde com a Revista  de Sport. Tem uma duração de 9 anos, vendendo-se por última vez nas bancas em 30 de junho de 1913. O seu objetivo é alargar o número de leitores pelo que procura ter um enfoque desportivo muito abrangente, que vai para além da caça, tiro e esgrima, englobando também outras modalidades, à época consideradas modernas e em desenvolvimento, como o futebol, a ginástica, o ténis, a patinagem e a natação entre outros. Contudo, outros objetivos se podiam adivinhar para além da face desportiva da revista: a propaganda quase pessoal à imagem de D. Carlos e da monarquia, que investe em “através da prática do desporto, reinventar a imagem do rei D. Carlos I e da sua corte, conquistando a simpatia e reverência da opinião pública”.
Tiro e Sport conta com alguns dos anteriores colaboradores da sua antecessora Tiro civil: Anselmo de Sousa, Pinto da Cunha e  Eduardo de Noronha nos cargos de direção e redação e um vasto conjunto de colaboradores: Egas Moniz Barreto de Aragão, António Cunha Belém, Carlos Callixto, Pinheiro Chagas  Jorge Cid, Ardisson Ferreira, Camara Lima, Bernardino Machado,
Wenceslau de Moraes, Raúl Nunes, Ramalho Ortigão, Alberto Pimentel, Nicolau Tolentino; Henrique de Vasconcelos. De salientar ainda que a Tiro e Sport,  é muito rica em fotografia, contou com a colaboração regular de Joshua Benoliel mas também publicou trabalhos fotográficos de: Emilio Biel, Arnaldo Rodrigues e Julio Worm e ainda caricaturas de  Francisco Valença.